# Christiane Schreiber
Edele Christiane Margrethe Schreiber, född 4 oktober 1822 i Voss, död 23 november 1898 i Kristiania, var en norsk målare, känd för sina porträtt.

## Biografi

### Uppväxt
Fadern Peter August Schreiber (1788-1865) var född i Roskilde och kom till Norge som militär. Modern var Christiane Margrethe, född 1798 i Voss, dotter till eidsvollmannen Georg Burchard Jersin (1767-1827). Christiane fick en bror, Georg Burchart (född 1821), men modern dog 1822. Fadern Peter August gifte om sig med sin döda frus syster, Sophie Elisabeth (1803-1869). Christiane flyttade med familjen till Bergen 1832 och senare till Stavanger, där fadern blev tullkassör.

### Konstnärlig bana
Schreiber reste år 1852, i likhet med Aasta Hansteen några år tidigare, till Köpenhamn för att gå i lära hos Jørgen Roed. Liksom Hansteen och Hedvig Erichsen var hon bland de första kvinnliga studenterna vid konstakademin i Düsseldorf, där hon var vintern 1854–1855 och gick i lära hos Adolph Tidemand. Där träffade hon 1854 den svenska målaren Sophie Ribbing (1835–1894) som blev hennes livskamrat. Efter att ha ställt ut på Christiania Kunstforening 1855 var hon 1855–1857 i Paris hos Jean-Baptiste-Ange Tissier i en konstnärskoloni tillsammans med Ribbing, Hansteen, svenska Amalia Lindegren och Marie Aarestrup från Bergen. Hon målade under den här tiden två manliga nakenakter, som i dag finns i Rogaland Kunstmuseum.
Schreiber och Hansteen blev 1858 de första kvinnliga mottagarna av norska Statens Reisestipend. Efter et par år i Kristiania kunde alltså Schreiber och Ribbing tillbringa åren 1860–1861 i Rom, där de tillbringade mycket tid med sin gode vän  Bjørnstjerne Bjørnson. Schreiber ställde ut på den nordiska Konst- och industriutställningen i Stockholm 1866 och vid Världsutställningen i Paris 1867. Hon var åter i Rom 1876–1877 efter att ha tilldelats Schäffers legat. Där umgicks hon bland annat med John Paulsen. Efter detta blev hon fast bosatt i Kristiania.
Christiane Schreiber porträtterade även kung Oscar I och hans drottning Josefina av Leuchtenberg.

## Galleri

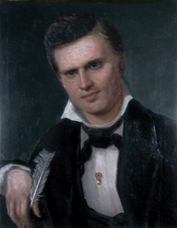
Bjørnstjerne Bjørnson, målad 1857 (Maihaugen, avd. Aulestad)
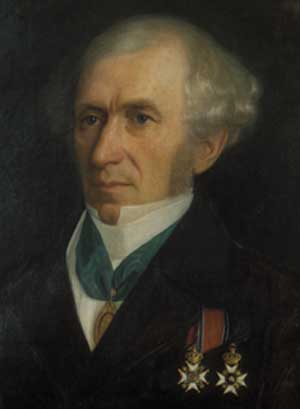
Balthazar Mathias Keilhau, målad 1857 (Min.-Geol. Museum, UiO)
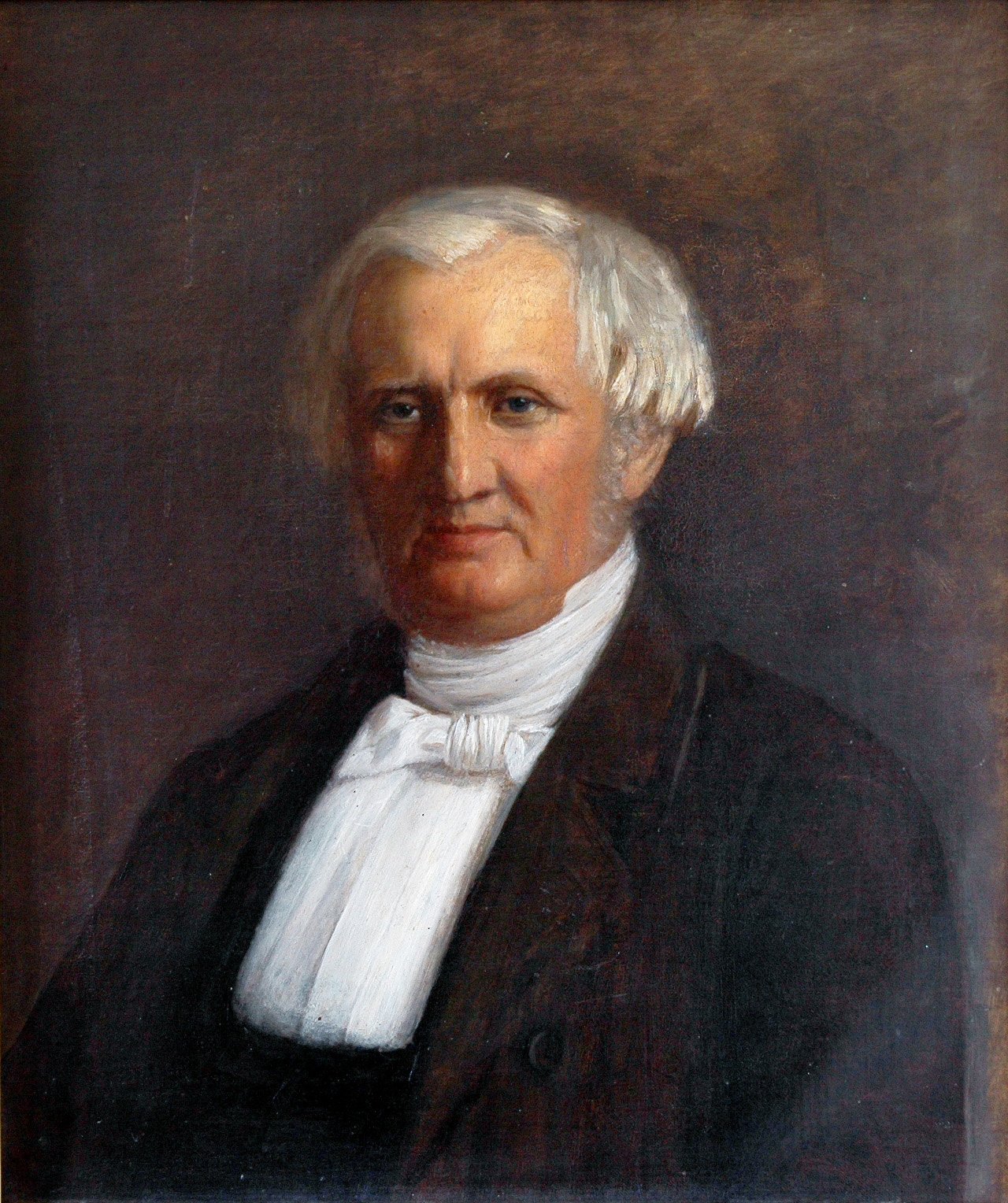
Andreas Faye, målad 1861 (Rektorgalleriet, UiA)